# Batalla de Ondárroa
La batalla de Ondárroa fue el único gran enfrentamiento naval de la tercera guerra carlista, resultando un enfrentamiento indeciso para ambos bandos.

## Antecedentes
El 31 de enero de 1874 el Gobierno liberal decretó oficialmente el bloqueo de la costa cantábrica, desde Cabo Peñas a Fuenterrabía. Durante 1874 se prepararon también las medidas contra la
pesca vasca; en junio el Gobierno liberal ordenó que todas las lanchas de pesca de los puertos carlistas se concentraran en Castro o Santoña y las que no lo hicieran serían apresadas, aunque dejando en libertad a sus tripulantes. A partir de abril de 1875 los pescadores vascos apresados fueron considerados prisioneros de guerra y recluidos en Ferrol hasta el fin de la guerra.
A principios de mayo de 1874 los carlistas consiguen tomar el puerto de Ondárroa, apoderándose de sus embarcaciones, entre los cuales se encontraba un bergantín de la primera guerra carlista "el Manzanares" de 28 cañones al que rebautizaron con el nombre de "San Isidro" en honor al tercer nombre del primer pretendiente carlista Carlos María Isidro de Borbón. A partir de ese momento el San Isidro sería utilizado para atacar los puertos vascos en poder de los liberales, entre los cuales se encontraban Bermeo, Portugalete y Guetaria, hundiendo y capturando varias embarcaciones de los guardacostas liberales.

## La batalla
El 25 de junio de 1874 el barco escampavia "Felisa" fondeada en Castro Urdiales, recibe instrucciones de que el buque insignia de la armada carlista el bergantín San Isidro, se encontraba fondeado en el puerto de Ondárroa, siendo reparado de sus últimos combates. Al día siguiente la escampavia decide dirigirse a Ondárroa con el propósito de recuperar o destruir el bergantín carlista, pero ese mismo día varios pesqueros carlistas avistan el barco e informan a Federico Anrich, que manda dos lanchas motoras armadas desde Ondárroa para capturar la embarcación, iniciando un combate naval que hizo que la Felisa se tuviese que replegar momentáneamente, acudiendo en su ayuda la goleta "Ligera" y dos lanchas más guardacostas, forzando a las lanchas a refugiarse en Deva. Al día siguiente, la Ligera bombardeó Ondárroa como represalia, pero tuvo que retirarse con bajas por el fuego que se le hizo desde el pueblo y del bergantín San Isidro ya reparado.

## Consecuencias
La batalla tuvo un desenlace indeciso, aunque se podría decir que los carlistas ganaron la batalla, pues consiguieron mantener bajo su control tanto el bergantín como el puerto de Ondárroa, sin lamentar grandes pérdidas, solamente algunos daños leves en sus embarcaciones y algunos heridos. No obstante a principios de febrero de 1876 los carlistas perderían buena parte de sus posesiones en el País Vasco, replegándose a tierras navarras, donde finalmente acabaría la guerra el 28 de febrero de 1876, siendo todas las embarcaciones en poder de los carlistas incautadas y recuperadas por los guardacostas del bando liberal, entre las cuales se encontraba el San Isidro, el cual sería finalmente desguazado a principios de 1878, debido a su antigüedad y a varios daños que eran ya irreparables.